# Espino de la Orbada (kommun)
Espino de la Orbada är en kommun i Spanien.   Den ligger i provinsen Provincia de Salamanca och regionen Kastilien och Leon, i den centrala delen av landet, 160 km nordväst om huvudstaden Madrid. Antalet invånare är 286. Arean är 23,5 kvadratkilometer.
Terrängen i Espino de la Orbada är platt.